# 肯尼思·奥尔索斯
老肯尼思·乔治·奥尔索斯 （英語：Kenneth George Althaus, Sr.，1895年6月13日—1987年6月9日） 是第二次世界大战期间的美国陆军准将。

## 早年生涯
1893年6月13日，奥尔索斯出生于俄亥俄州辛辛那提。在服役之前，他就读于皇后城学院。 

## 职业生涯
从皇后城学院毕业后，奥尔索斯于1916年8月至1917年7月在俄亥俄州国民警卫队第一步兵团和美国陆军服役。1918年6月至1919年4月，他在法国作战，并于1918年7月在一次战斗中负伤。1923年至1927年，他在阿拉巴马理工学院担任军事科学与战术教授。 1935年至1940年，他还在北卡罗来纳州立大学的预官团任教。
第二次世界大战初期，奥尔索斯担任野战炮兵教官和“E”司令部的助理指挥官。1940年8月26日，他被晋升为中校；1941年12月31日，他被晋升为上校。1943年后，他担任美国陆军第11装甲骑兵团团长 ，并于当年的7月4日晋升为准将。1944年9月22日后，他担任美国陆军第10装甲师A号作战司令部司令。

## 晚年生活
1946年5月31日，奥尔索斯退休。1987年6月9日，奥尔索斯去世。

## 荣誉和奖励
奥尔索斯曾被授予铜星勋章。 